# Lycksele (stad)
Lycksele is de hoofdstad van de gemeente Lycksele in het landschap Lapland en de provincie Västerbottens län in Zweden. De stad heeft 8597 inwoners (2005) en een oppervlakte van 858 hectare. De stad ligt aan de rivier de Umeälven.
In 1634 werd de eerste school voor Sami in Lapland opgericht in Lycksele. Pas in in 1946 kreeg de plaats stadsrechten en was hiermee de eerste stad in Zweeds Lapland die stadsrechten kreeg. Twee jaar later kreeg ook Kiruna stadsrechten.

## Verkeer en vervoer
Bij de plaats lopen de Länsväg 353, Länsväg 360 en Länsväg 365.
De spoorlijn tussen Hällnäs en Storuman (spoorlijn Hällnäs - Storuman) loopt door de Lycksele en is er een treinstation.
Regelmatige vliegverbindingen door Nextjet.

## Galerij

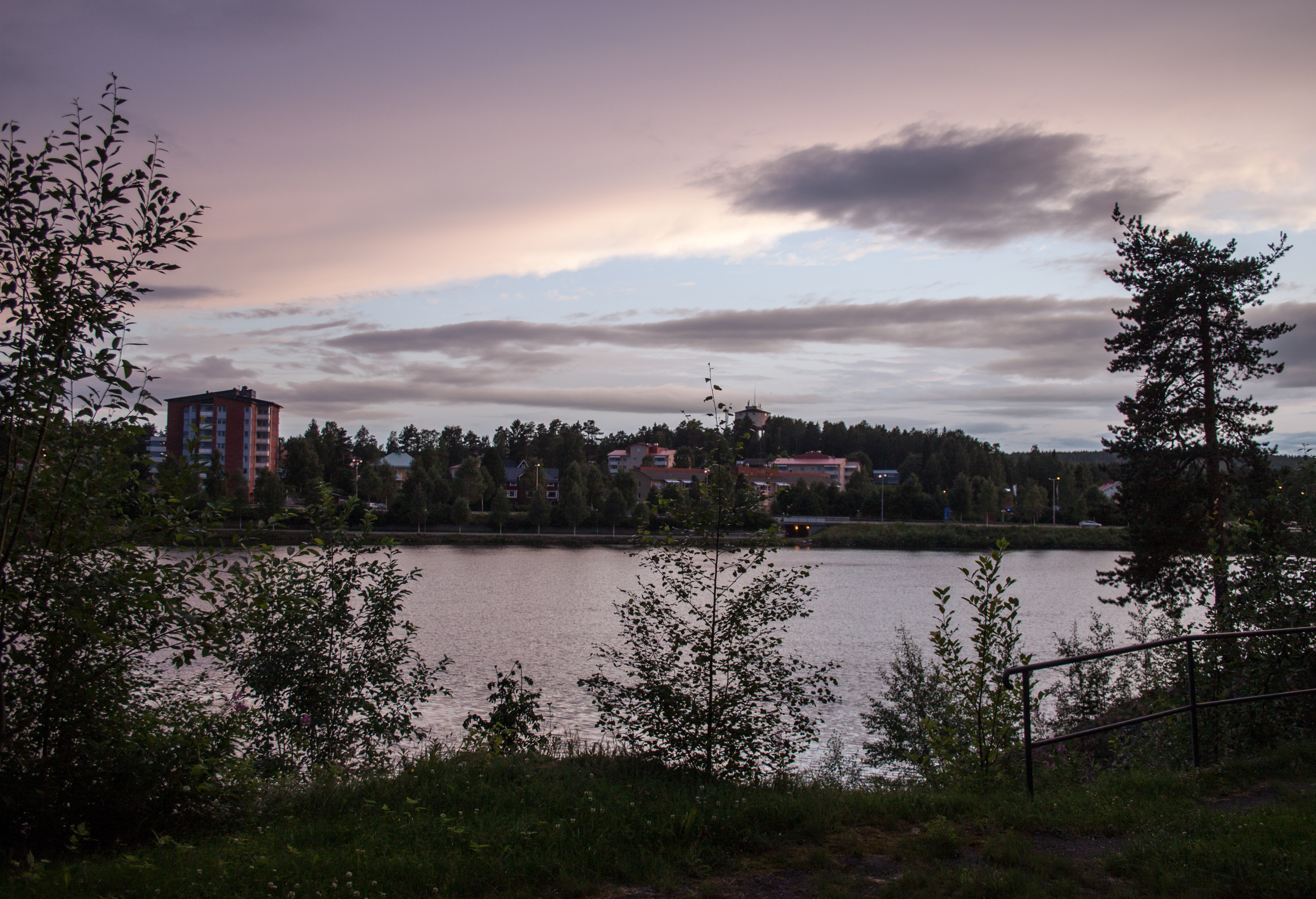
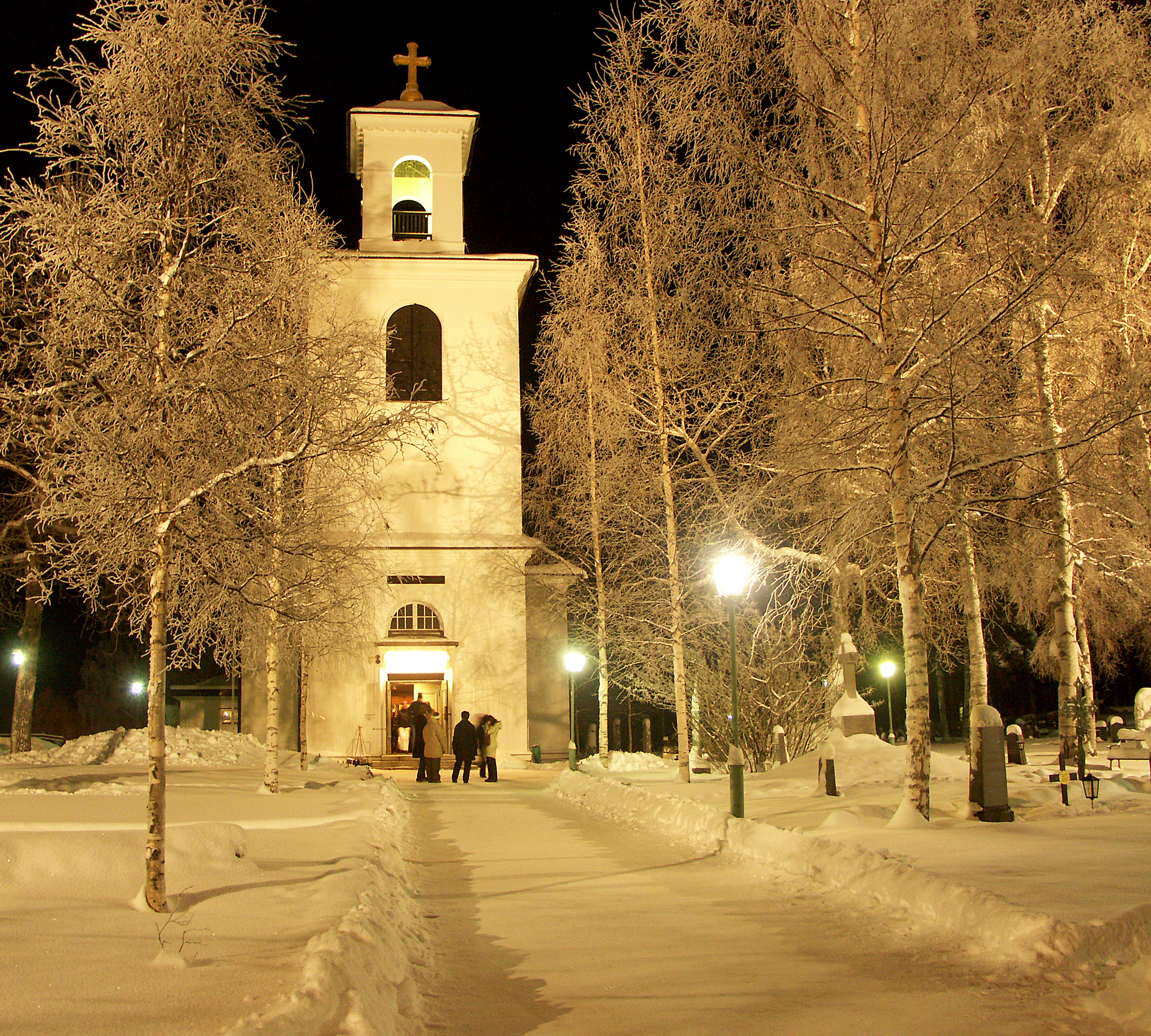
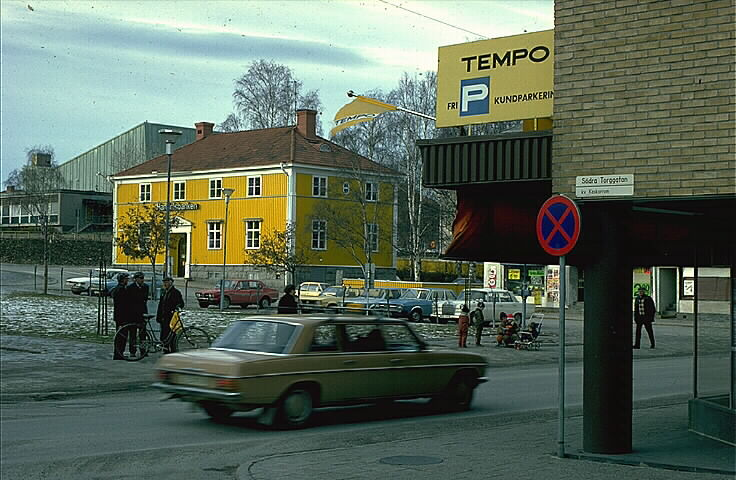
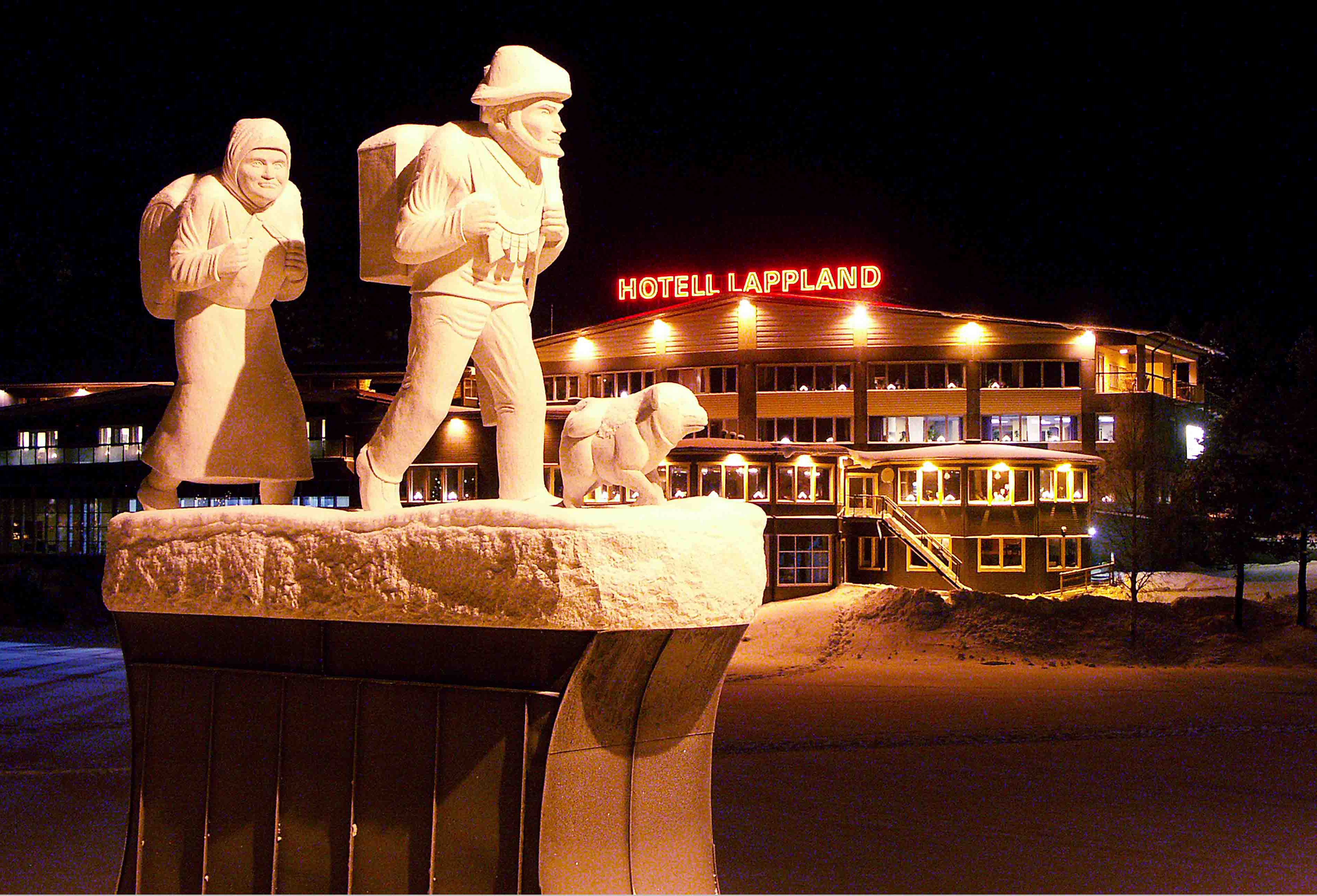